# Fusillade de Pâques
 (avril 2010).
Si vous disposez d'ouvrages ou d'articles de référence ou si vous connaissez des sites web de qualité traitant du thème abordé ici, merci de compléter l'article en donnant les références utiles à sa vérifiabilité et en les liant à la section « Notes et références ».
« Fusillade de Pâques » est le nom donné a posteriori à l'assaut du domicile de Kpatcha Gnassingbé, député et demi-frère du président Faure Gnassingbé par des militaires des forces spéciales togolaises sous les ordres du colonel Abalo Félix Kadangha dans la nuit du dimanche 12 au lundi 13 avril 2009, à Lomé au Togo, qui a donné lieu à de violents échanges de tirs entre les forces de l'ordre et la garde rapprochée du député et a fait une dizaine de victimes,.
Le nom « Fusillade de Pâques » a été donné par le site officiel du gouvernement togolais, car l'événement a eu lieu pendant la fête religieuse catholique de Pâques. L’expression a ensuite été reprise par l’ensemble des observateurs de la scène politique.

## Personnages clés
- Colonel Abalo Félix Kadangha. Officier très proche de la famille au pouvoir, ayant épousé la sœur de Faure. Il avait dirigé les représailles qui avaient fait des centaines de morts à Lomé en avril 2005. Les enfants de Kpatcha passaient le week-end à son domicile (chez leur tante) le jour de l’attaque.
- Faure Gnassingbé. Président de la république et frère de Kpatcha.
- Colonel Rock Gnassingbé. Autre fils de l'ancien président Gnassingbé Eyadéma. Il ne s’est jamais intéressé au pouvoir présidentiel, se contentant d’être à la tête du sous-groupement blindé et de la fédération togolaise de football.
- Kpatcha Gnassingbé. Fils très influent du général Eyadema. Il se tenait debout avec Faure juste à côté de lui au moment où les généraux juraient fidélité à ce dernier durant le putsch de 2005. Initialement destiné à une carrière militaire, il est expulsé du collège militaire pour indiscipline. Il passe alors trois années au Royaume-Uni et revient au Togo avec un diplôme de docteur. Peu de temps après, il administre la Zone France Industrielle, le port de Lomé et l'industrie du coton. Il est accusé d'être mêlé à des affaires de trafic de cocaïne (affaire du navire Pitéa en juillet 2004[4]). Plus tard, il outrepasse la constitution en cumulant un poste ministériel, un mandat de député et des fonctions incompatibles[Lesquelles ?]). En 2005 il a été aperçu en train de tirer sur la population dans une répression menée par son beau-frère Félix Kadangha. Sous Gnassingbé Eyadéma, il se faisait appeler vice-président. Sous Faure Gnassingbé, il se faisait appeler bis-président[5].

## Prélude
Les rivalités entre Kpatcha et Faure étaient nées à la mort du président Gnassingbé Eyadéma, le 5 février 2005. Kpatcha accepta de laisser Faure prendre le pouvoir mais qu’il devra partager avec lui. Faure est contraint de le nommer ministre de la défense à sa demande. Avec le contrôle de l’armée, Kpatcha avait mis le manteau de son père et était devenu une menace pour le pouvoir de Faure. Kpatcha d'ailleurs commençait à accuser Faure d'abandonner ceux qui se sont battus pour son accession au pouvoir et de s'entourer plutôt de ses amis de jeunesse (de vrais fainéants).
La situation entre les deux frères était au bord de l'éclatement quand Kpatcha remplaça sans l'en avertir la garde rapprochée de Faure par ses propres éléments. La situation fut rétablie grâce à l'intervention personnelle du président Omar Bongo. Cependant Kpatcha n'était pas reconduit dans ses fonctions de ministre dans le gouvernement suivant. Ceci aggrava leur relation. Kpatcha s’entoura donc de la plupart des éléments radicaux issu du régime Eyadema et dont Faure se débarrassait l’un après l’autre.

## Déroulement
La nuit du dimanche 12 au lundi 13 avril 2009, soir de Pâques, au moment où Faure s’apprêtait à partir en voyage officiel en Chine il fut "averti" par les services secrets d’un pays étranger de l’imminence d’un coup d’État. L’assaut visait officiellement à l’arrestation du député Kpatcha Gnassingbé et des autres comploteurs se trouvant à son domicile ce soir-là.
Vers 22 heures, le son des fusils d'assaut et des armes lourdes a réveillé les habitants de la banlieue de Kegue à Lomé. Selon le procureur de la République, Robert Bakaï, la tentative d'interpellation a tourné au vinaigre quand les gardes du député ont déclenché les hostilités (version démentie par Kpatcha qui affirma[Quand ?] sur Radio France internationale que le vrai but de l'opération était son élimination physique). Le commando d’une cinquantaine d'hommes dirigé par Kadangha n’a pas pu venir à bout des hommes de Kpatcha après deux heures d’échanges de tirs.
L’opération prend fin avec l'intervention très controversée et non admise par la thèse officielle, de Rock Gnassingbé, Commandant du sous-groupement blindé. Celui-ci aurait extirpé Kpatcha en tenant la FIR (Force d'Intervention Rapide de Kadhanga) en respect. Kadangha préférant ne pas affronter les éléments de Rock, plus lourdement armés, se replia sans avoir eu la peau de Kpatcha. Il y a eu des pertes en vie humaines (deux selon la version officielle).

## Dénouement
L'assaut mena à la capture de plusieurs militaires et civils inculpés de complot et tentative d'atteinte à la sûreté de l'État.
Le député Kpatcha s'enfuit deux jours plus tard quand une deuxième opération fut lancée pour le faire arrêter. Il demanda en vain l'asile à l'ambassade d'Allemagne. Des militaires furent donc positionnés devant toutes les représentations diplomatiques de Lomé pour empêcher d'autres tentatives de refuge, mais Kpatcha se trouvait déjà à l'ambassade des États-Unis d'Amérique. Sa demande d'asile fut rejetée et il fut recueilli à sa sortie le 15 avril par le chef du centre de traitement d'information Damehane Yark. Il avait une très importante somme d'argent en liquide et quelques armes automatiques dans sa voiture quand il fut cueilli.
Avec l'image du tout puissant Kpatcha Gnassingbé menotté comme un bandit de grand chemin et jeté en prison, ce fut la fin des mythes "Fat Kpatcha", "Homme plus Faure", "Vrai fils du terroir", "Pablo Escobar", etc.
Au lendemain de l’attaque, les gendarmes ont exhibé des armes et munitions saisies au domicile du député, sans toutefois convaincre le public qui pense plutôt à un complot politique pour l'éliminer de l'élection présidentielle de 2010.
Actuellement, plusieurs détenus sont toujours en prison ; certains sont des animateurs de groupes folkloriques. Officiellement l'opération a fait deux morts. D'autres sources[évasif] indiquent qu'avant son déroulement des dizaines de militaires avaient été exécutés pour avoir « préféré » ne pas y participer. Kpatcha et les autres accusés sont détenus dans un lieu tenu secret pour empêcher toute tentative des hommes qui lui sont restés loyaux pour le libérer.
En juin 2021, Kpatcha Gnassingbe, malade, demande à sortir de prison. Selon l'un de ses avocats, « une plaie qu'il a au pied s'aggrave » et Kpatcha Gnassingbé craint « l'amputation ».